# Oecetis struckii
Oecetis struckii är en nattsländeart som beskrevs av Klapalek 1903. Oecetis struckii ingår i släktet Oecetis och familjen långhornssländor. Inga underarter finns listade i Catalogue of Life.